# Mattannur
Mattannur (o Mattanur) è una suddivisione dell'India, classificata come municipality, di 44.317 abitanti, situata nel distretto di Kannur, nello stato federato del Kerala. In base al numero di abitanti la città rientra nella classe III (da 20.000 a 49.999 persone).

## Geografia fisica
La città è situata a 11° 55' 0 N e 75° 34' 60 E e ha un'altitudine di 75 m s.l.m..

## Società

### Evoluzione demografica
Al censimento del 2001 la popolazione di Mattannur assommava a 44.317 persone, delle quali 21.659 maschi e 22.658 femmine. I bambini di età inferiore o uguale ai sei anni assommavano a 4.970, dei quali 2.545 maschi e 2.425 femmine. Infine, coloro che erano in grado di saper almeno leggere e scrivere erano 36.264, dei quali 18.466 maschi e 17.798 femmine.